# ريزدنت إيفل 2 (2019)
الشر المقيم 2 هي لعبة فيديو من نوع رعب البقاء من تطوير ونشركابكوم. اللعبة تتبع الشرطي المبتدئ ليون كينيدي والطالبة الجامعية كلير ريدفيلد أثناء محاولتهم الهروب من مدينة راكون سيتي بعد تفشي الزومبي فيها. اللعبة هي إعادة صنع لريزدنت إيفل 2' (1998). صدرت اللعبة عالمياً على أجهزة بلاي ستيشن 4، ويندوز، اكس بوكس وان في 25 يناير 2019. تلقى اللعبة إشادة عالمية من النقاد الذين مدحوا التقديم وطريقة اللعبة ووفائها للنسخة الأصلية، وبتاريخ 13 يونيو 2022 تمت إضافة اللغتين العربية والتايلاندية للعبتي ريزدنت إيفل 2 و3.

## القصة
تمنحك اللعبة اختيار اللعب بواحدة من الشخصيتين وهما ليون وكلير وكل شخصية لها مسار للقصة ولذلك يجب عليك تختيم اللعبة مرتين.
عند اختيار ليون، تبدأ القصة بقياده ليون لسيارة الشرطة خاصته إلى محطة البنزين وعندما يصل الي هناك يسمع اصوات غريبة قادمة من المتجر الموجود قرب المحطة ودماء على الأرض امام باب المتجر وعند دخوله إلى هناك يرى ليون ضابط شرطة ملقى على أرض المتجر وينزف فيخبره ليون أنه سيرجع إليه ويساعده فور التحري عن
مصدر الاصوات الغريبة القادمة من غرفة التخزين داخل المتجر وعند الذهاب هناك يري ليون ضابط شرطة يحذره من الاقتراب منه ومن الملاحظ أن هذا الشرطي يمسك بشخص كأنه ملقى القبض عليه وفجأة بدون أي سابق إنذار يفلت هذا الشخص ويقوم بعض الشرطي من رقبته وإنهاء حياته فيمسك ليون بمسدسه الخاص ويحذر الشخص الغريب الشكل آكل لحوم البشر بضربه بالرصاص إذا اقترب فيضربه ليون بالرصاص ومن هنا تبدأ قصة ليون بالبقاء والصراع من اجل الحياة والكشف عن حقيقه هذه المخلوقات الغريبة

## التطوير
تم إصدار لعبة ريزدنت إيفل 2 الأصلية لبلاي ستيشن في عام 1998. بعد إصدار طبعة جديدة عام 2002 لأول لعبة ريزدنت إيفل لـ GameCube، نظرت كابكوم في عملية إعادة تشكيل مماثلة لـ ريزدنت إيفل 2، ولكن لم يخلق المبدع شينجي ميكامي تحويل التطوير بعيدًا عن ريزدنت إيفل 4. في أغسطس 2015، أعلن المنتج يوشياكي هيراباياشي في مقطع فيديو أنه تمت الموافقة على النسخة الجديدة وكان قيد التطوير، وأنهى الفيديو بعبارة «نحن نفعل ذلك». لم يتم إصدار أي تفاصيل أخرى حتى مؤتمر Sony E3 2018 الصحفي، عندما أصدرت شركة كابكوم مقطع الفيديو الأول وألعاب الفيديو. قال Hideki Kamiya، مدير ريزدنت إيفل 2 الأصلي، إنه دفع كابكوم لإنشاء النسخة الجديدة لسنوات. وقال هيراباياشي إن الفريق كان يسعى جاهداً لالتقاط روح اللعبة الأصلية، وأن الفريق قام بتضمين ملاحظات وردت حول لعبة ريزدنت إيفل 6، وهي لعبة أنتجها أيضًا.
لتلبية التوقعات الحديثة، قرر الفريق تغيير بعض تصميمات الشخصيات لتتناسب بشكل أفضل مع بيئة أكثر واقعية. على سبيل المثال، لم يعد ليون يرتدي وسائد كبيرة للكتف، والتي تمت إضافتها لتمييز نموذجه الأصلي المنخفض المضلع. تم إسقاط الثوب الأحمر Ada Wong لصالح معطف الخندق مع النظارات الشمسية لأسباب مماثلة. على الرغم من أنهم سعوا جاهدين لجعل لعبة «حديثة وسهلة المنال»، فقد ركزوا على الرعب على العمل، على أمل الحفاظ على شعور الخوف من الناس. تستخدم اللعبة محرك RE، وهو نفس محرك اللعبة المستخدم لـ ريزدنت إيفل 7: Biohazard، والذي سمح لشركة كابكوم بتحديث طريقة اللعب. اعترف المنتج تسويوشي كاندا بصعوبة جعل الزومبي مخيفًا ومهددًا، حيث أصبح منتشرًا على نطاق واسع في وسائل الترفيه منذ إصدار الإصدار الأصلي المقيم في عام 1996. عن طريق إزالة زوايا الكاميرا الثابتة، كان على الفريق استخدام طرق مختلفة لإخفاء الأعداء، باستخدام عناصر مثل تخطيط الغرفة والإضاءة والدخان. أثر نظام الكاميرا الجديد أيضًا على تصميم الصوت، حيث لم يعد من المنطقي أن يأتي الصوت من مصدر ثابت. تستند وجوه العديد من نماذج الشخصيات على عمليات المسح لأشخاص حقيقيين. يرتكز ليون إس كينيدي على نموذج إدوارد بادالوتا، بينما تستند كلير ريدفيلد على نموذج جوردان مكيوين، ومارفين براناج يقوم على منتج الموسيقى باتريك ليفار.
تم إصدار ريزدنت إيفل 2 على بلاي ستيشن 4 وإكس بوكس ون ومايكروسوفت ويندوز في جميع أنحاء العالم في 25 يناير 2019. تدعم اللعبة تحسينات على بلاي ستيشن 4 برو وإكس بوكس ون X، وتقدم دقة 4K أو 60 إطارًا في الثانية. تم إصدار العرض التوضيحي المعروف باسم 1-Shot Demo في 11 يناير 2019. ينتهي بعد 30 دقيقة ولا يسمح بتكرار اللعب. تم إصدار وضع لعبة محتوى قابل للتنزيل، والمعروف باسم Ghost Survivors، في 15 فبراير 2019.
بعد عرض E3 2018، فاز ريزدنت إيفل 2 بجائزة "Best of Show" في جوائز نقاد Game 2018. تلقى 1-Shot Demo أكثر من 4.7 مليون التنزيلات في جميع أنحاء العالم.
تلقى ريزدنت إيفل 2 «إشادة عالمية» لأجهزة PlayStation 4 و Xbox One و PC وفقًا لمجمع مراجعة Metacritic .
قالت Game Game Informer «إن ريزدنت إيفل 2 لا تبدو رائعة فحسب، بل إنها تلعب بشكل جيد، بل إنها تجبرك على سلسلة من اللقاءات المظلمة التي تعد بمثابة اندفاع تام». كتبت صحيفة الجارديان أنه كان بمثابة «تذكير بمدى روعة ألعاب البقاء على قيد الحياة الجميلة في أوجها». ووصفتها صحيفة ديلي تلجراف بأنها «عودة مثيرة إلى تراث 1998 الأصلي».
أعطى IGN اللعبة أصلاً 8.8 في مراجعتهم، فقط لرفعها إلى 9.0 بعد أن أدركت playthrough الثاني الذي يعرض القصة من وجهة نظر أخرى. ذكروا في مراجعتهم أن «كابكوم قام بعمل رائع في إحياء جميع أفضل أجزاء لعبة ريزدنت إيفل 2 الكلاسيكية وجعلها تبدو وصوتية وتلعب مثل لعبة 2019.»
دعا Destructoid أنه "السمة المميزة للتميز. قد تكون هناك عيوب، لكنها لا تذكر ولا تسبب أضرارًا كبيرة. " يوروجامر وصفها بأنها "إعادة تصور ببراعة الكلاسيكية الحديثة". قال بوليجون إن ريزدنت إيفل 2 تعرض "أفضل رعب للبقاء على قيد الحياة"، حين أعطاها كوتاكو مدحًا مشابهًا أيضًا، قائلاً إنه "يوفر بعضًا من أفضل لحظات الامتياز". قال GameSpot أنه مع لعبة ريزدنت إيفل 2، "امتياز رعب البقاء الكلاسيكي يحتضن ماضيه بطريقة جديدة ومثيرة

## الاستقبال
| استقبال |                                        |
| --- | -------------------------------------- |
| مجموع النقاط المجموع نقاط ميتاكريتيك (PC) 90/100 [ 5 ] (PS4) 91/100 [ 6 ] (XONE) 91/100 [ 7 ] نتائج المراجعة نشرة نقاط عرب هاردوير 8.4/10 [ 8 ] دستركتويد 9/10 [ 9 ] فاميتسو 37/40 [ 10 ] غيم إنفورمر 9.5/10 [ 11 ] غيم سبوت 9/10 [ 12 ] آي جي إن 9.0/10 [ 13 ] آي جي إن الشرق الأوسط 9.2/10 [ 14 ] سعودي غيمر [ 15 ] يو إس غيمر 4.5/5 [ 16 ] ديلي تلغراف [ 17 ] غيم رياكتور 9/10 [ 18 ] الغارديان [ 19 ] |                                        |
| مجموع النقاط |                                        |
| المجموع | نقاط                                   |
| ميتاكريتيك | (PC) 90/100 (PS4) 91/100 (XONE) 91/100 |
| نتائج المراجعة |                                        |
| نشرة | نقاط                                   |
| عرب هاردوير | 8.4/10                                 |
| دستركتويد | 9/10                                   |
| فاميتسو | 37/40                                  |
| غيم إنفورمر | 9.5/10                                 |
| غيم سبوت | 9/10                                   |
| آي جي إن | 9.0/10                                 |
| آي جي إن الشرق الأوسط | 9.2/10                                 |
| سعودي غيمر | [ 15 ]                                 |
| يو إس غيمر | 4.5/5                                  |
| ديلي تلغراف | [ 17 ]                                 |
| غيم رياكتور | 9/10                                   |
| الغارديان | [ 19 ]                                 |

### مبيعات
اللعبة باعت نحو 3 ملايين نسخة في جميع أنحاء العالم في الأسبوع الأول. واحتلت نسخ بلايستيشن 4 74% من إجمالي المبيعات. باعت اللعبة أكثر من 7.8 مليون نسخة بحلول ديسمبر 2020. و 8.9 مليون نسخة بحلول أكتوبر 2021. في مايو 2025 ، أعلن عن وصول مبيعات اللعبة حوالي 15.4 مليون نسخة.

## روابط خارجية
- ريزدنت إيفل 2 على موقع IMDb (الإنجليزية)